# Teddy Atine-Venel
Pour les articles homonymes, voir Venel.
Teddy Atine (né le 16 mars 1985 à Orsay) est un athlète de haut niveau français, spécialiste du 400 mètres.

## Carrière
Il commence l'athlétisme à 14 ans après avoir testé auparavant le foot, le taekwondo et la boxe. Dès sa première année de compétition, Teddy signe la meilleure performance de l’année au Championnat de France UNSS sur 180 mètres haies. Il enchaîne ensuite les performances qui lui permettent d’intégrer l’Equipe de France en 2006, après avoir remporté deux fois les Championnats de France Junior sur 400 mètres. Il rejoint la même année le groupe de sprinters de l’entraîneur national de l’INSEP, et mène de front sport de haut niveau et ses études.
En 2008, à 23 ans, Teddy décide de se consacrer à 100% à l’athlétisme en s’expatriant aux États-Unis pour découvrir une nouvelle culture et de nouvelles méthodes d’entraînement. Il rejoint ainsi le groupe de l’entraîneur américain John Smith puis celui de Bob Kersee, mythique entraineur d’Allyson Felix, quadruple championne olympique. En 2015, le sprinter rentre en France et réintègre le groupe de l’INSEP afin de préparer l’échéance olympique de 2016.
En parallèle à sa carrière de sportif, il rejoint en juin 2016 le dispositif Athlètes SNCF en tant qu’agent commercial Voyageurs à La Défense.
Le 28 mai 2017, il bat son record en 45 s 39. Il égale ce record le 16 juillet lors des Championnats de France à Marseille. Bien qu'il échoue à réaliser les minimas pour les championnats du monde de Londres (45 s 30), la FFA le sélectionne le 18 juillet pour participer à l'épreuve. Il décroche sa première sélection en championnat mondial depuis sa dernière participation à Berlin en 2009.

## Palmarès
| Date | Compétition                       | Lieu              | Résultat | Épreuve   | Temps         |
| ---- | --------------------------------- | ----------------- | -------- | --------- | ------------- |
| 2006 | Championnats du monde en salle    | Moscou            | 6e       | 4 × 400 m | 3 min 09 s 55 |
| 2009 | Jeux méditerranéens               | Pescara           | 2e       | 400 m     | 46 s 04       |
| 2009 | Championnats du monde             | Berlin            | 7e       | 4 × 400 m | 3 min 02 s 65 |
| 2010 | Championnats d'Europe             | Barcelone         | 6e       | 4 × 400 m | 3 min 03 s 85 |
| 2011 | Championnats d'Europe par équipes | Stockholm         | 4e       | 400 m     | 46 s 33       |
| 2011 | Championnats d'Europe par équipes | Stockholm         | 2e       | 4 × 400 m | 3 min 03 s 33 |
| 2014 | Championnats d'Europe par équipes | Brunswick         | 2e       | 4 × 400 m | 3 min 03 s 05 |
| 2014 | Championnats d'Europe             | Zurich            | 3e       | 4 × 400 m | 2 min 59 s 89 |
| 2015 | Championnats d'Europe par équipes | Tcheboksary       | 1er      | 4 x 400 m | 3 min 00 s 47 |
| 2015 | Championnats du monde             | Pékin             | 6e       | 4 × 400 m | 3 min 00 s 65 |
| 2015 | Championnats de France Élite      | Villeneuve D'Ascq | 1er      | 400 m     | 45 s 72       |
| 2017 | Relais mondiaux de l'IAAF         | Nassau            | 8e       | 4 × 400 m | 3 min 06 s 33 |
| 2017 | Championnats d'Europe par équipes | Lille             | 5e       | 400 m     | 45 s 93       |
| 2017 | Championnats du monde             | Londres           | 8e       | 4 x 400 m | 3 min 01 s 79 |
| 2017 | Championnats de France Élite      | Marseille         | 1er      | 400 m     | 46 s 83       |
| 2018 | Championnats d'Europe             | Berlin            | 4e       | 4 x 400 m | 3 min 2 s 08  |